# الماس ارغوانی
الماس ارغوانی (نام علمی: Heliophorus epicles) نام یک گونه از تیره پرنیان‌بالان است.

## نگارخانه

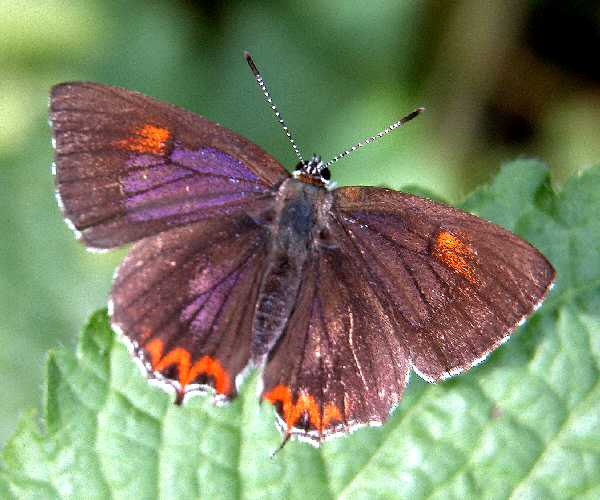
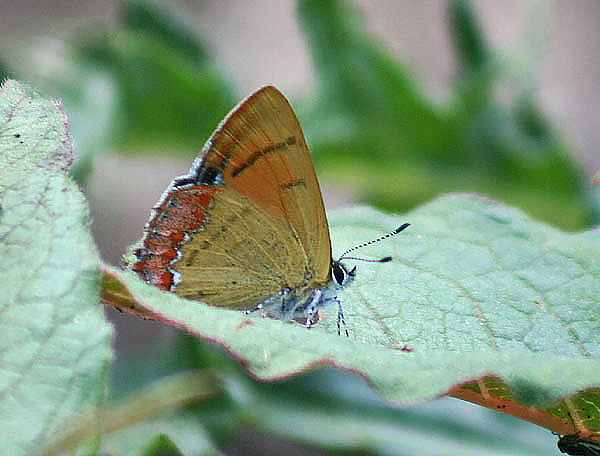
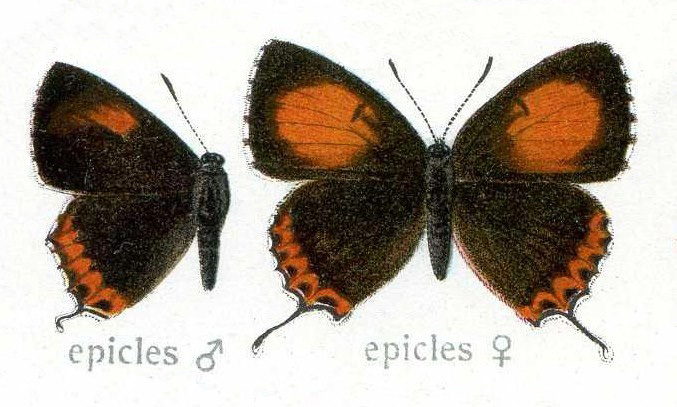
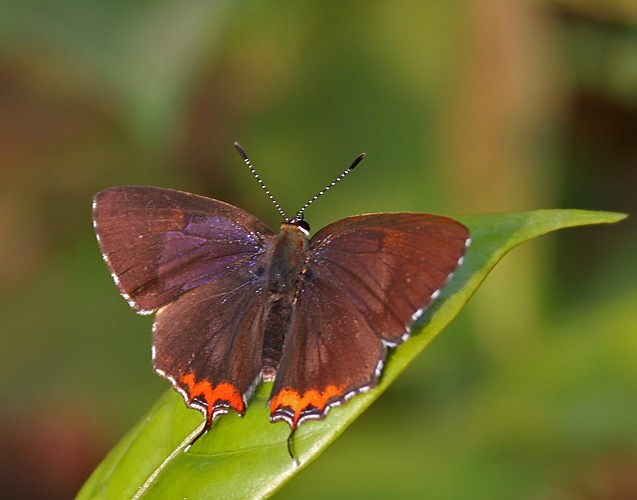
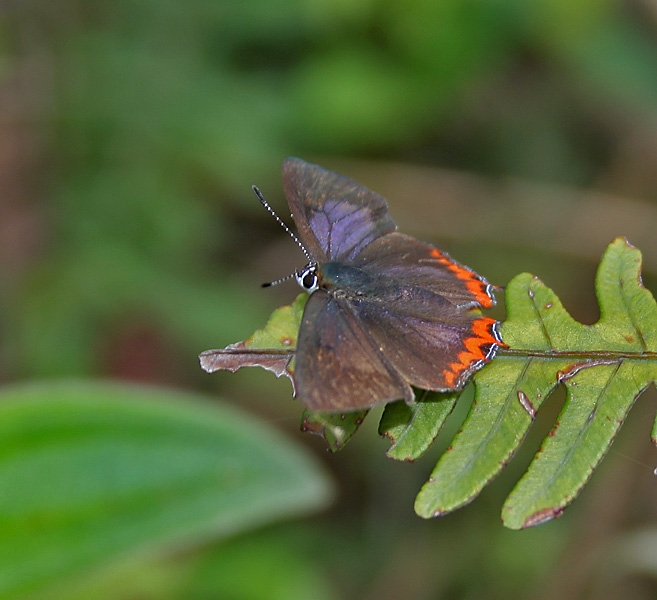
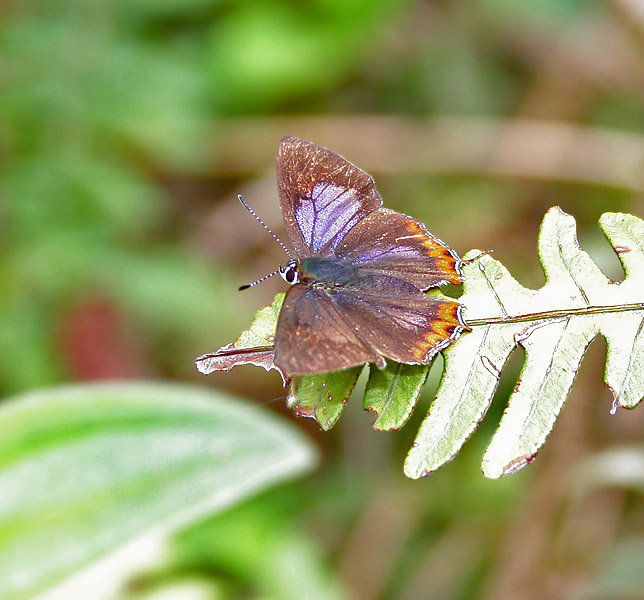
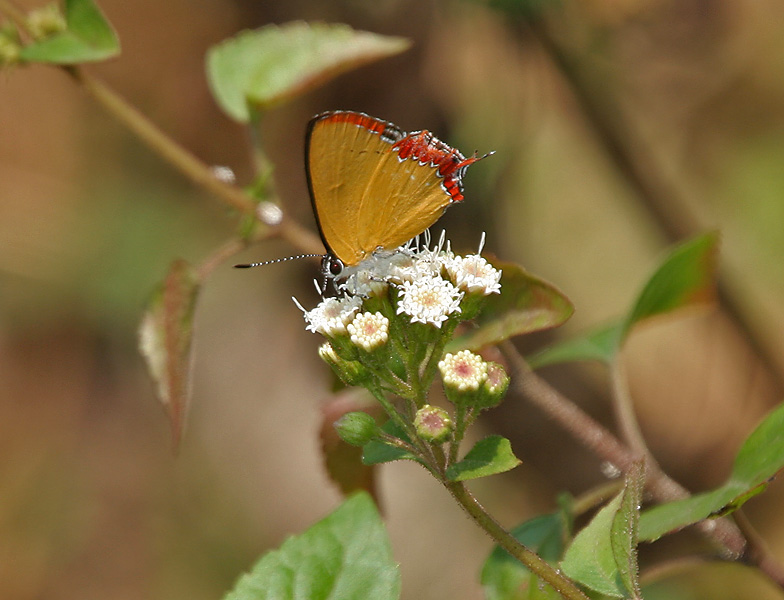
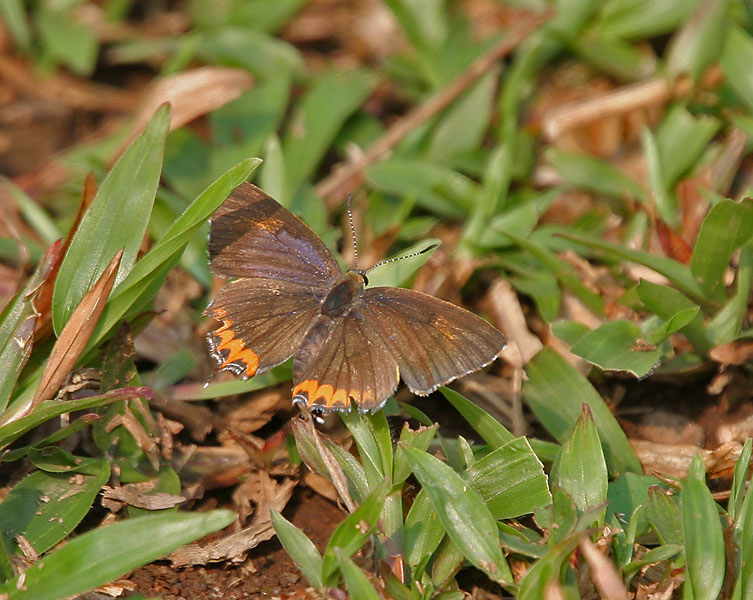
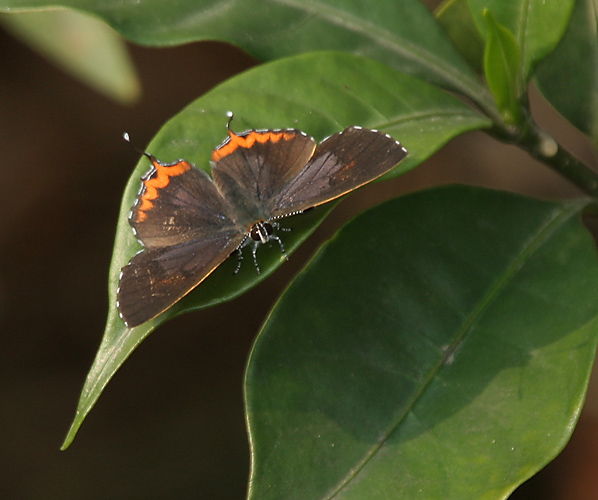
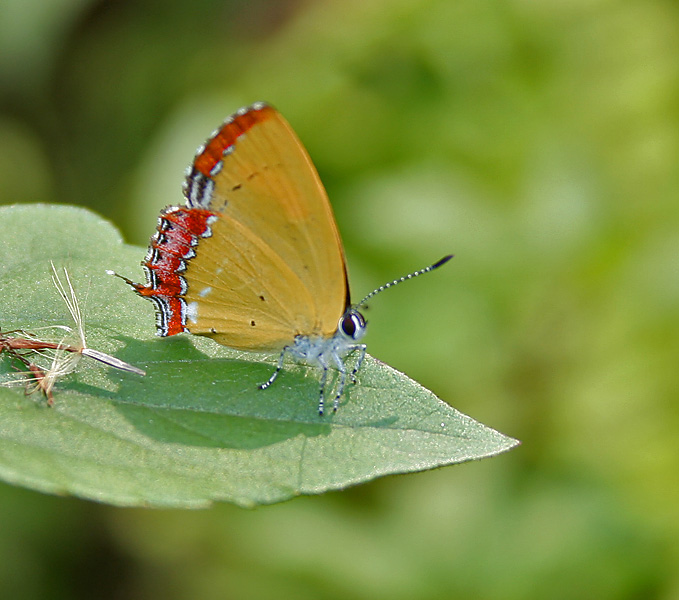
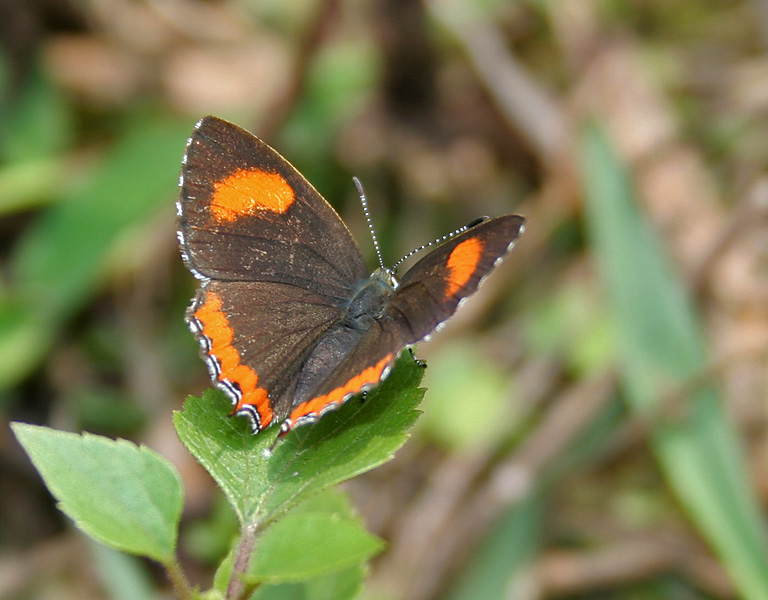
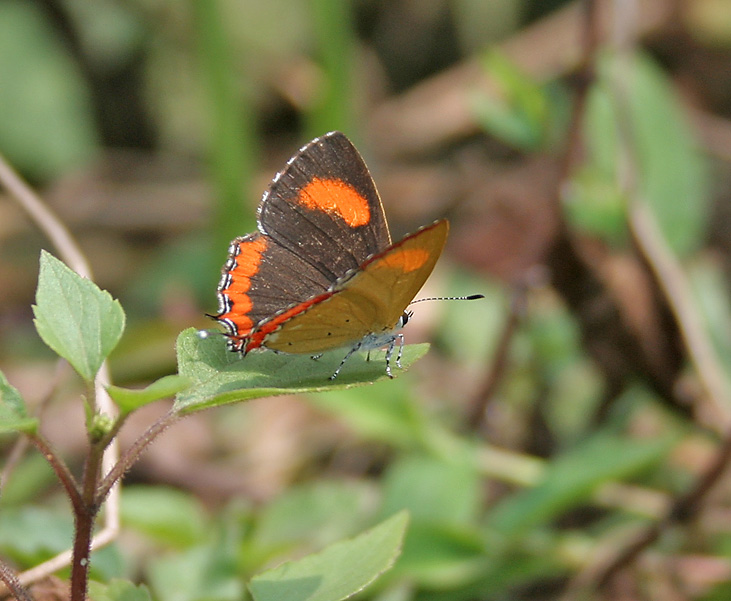